# دوري قرغيزستان لكرة القدم 2006
دوري قيرغيزستان لكرة القدم 2006 هو الموسم 15 من دوري قيرغيزستان لكرة القدم. كان عدد الأندية المشاركة فيه 11، وفاز فيه نادي دوردوي بيشكك.